# Tập đoàn Mozilla

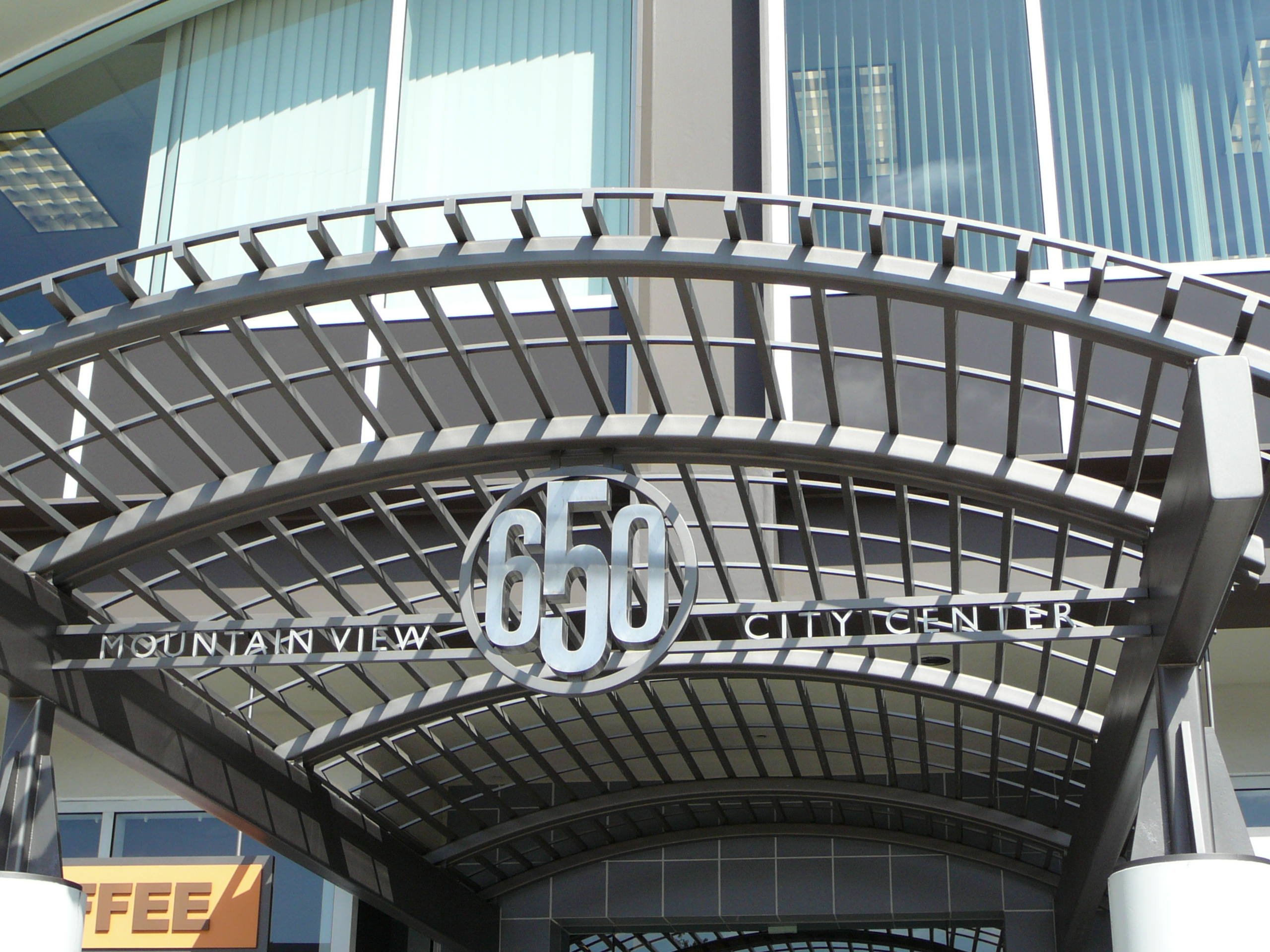
Lối vào tòa nhà văn phòng Mountain View, đây hiện là trụ sở của cả quỹ Mozilla và tập đoàn Mozilla

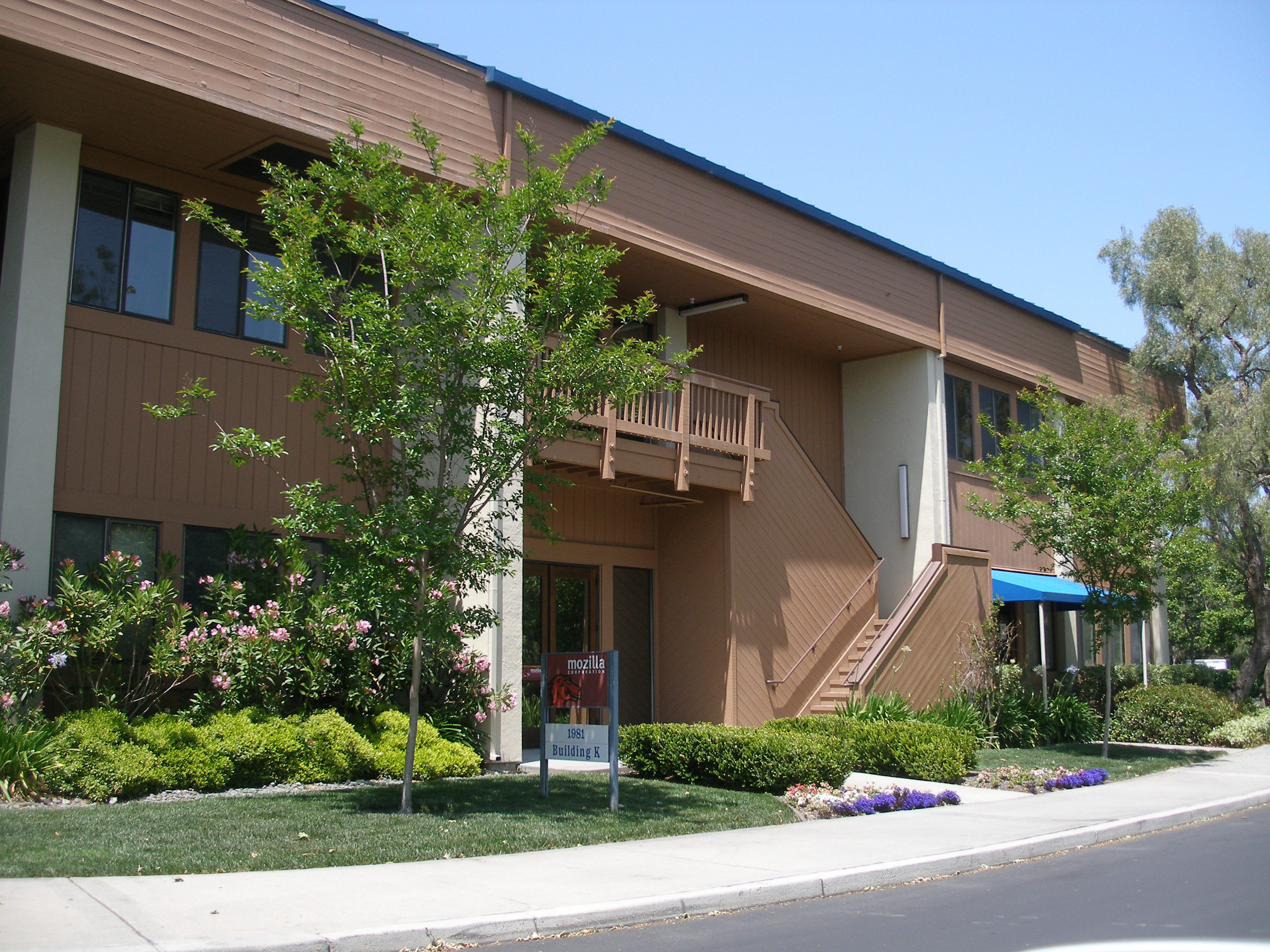
Khu văn phòng cạnh Googleplex tại Mountain View, là trụ sở chung của quỹ Mozilla và tập đoàn Mozilla trước đây

Tập đoàn Mozilla (tiếng Anh: Mozilla Corporation; viết tắt: MoCo) là một chi nhánh hoàn toàn thuộc quyền sở hữu của Quỹ Mozilla, điều phối và thống nhất việc phát triển các ứng dụng Internet như trình duyệt Mozilla Firefox và trình email khách Mozilla Thunderbird nhờ cộng đồng các nhà phát triển mã nguồn mở toàn cầu, trong đó chỉ một số ít làm việc tại chính tập đoàn này. Tập đoàn cũng làm công tác phân phối và khuyến khích các sản phẩm này. Không giống với quỹ phi lợi nhuận Mozilla, tập đoàn Mozilla là đối tượng chịu đóng thuế. Tập đoàn tái đầu tư một phần hoặc tất cả lợi nhuận thu được trở lại các dự án của Mozilla. Mục tiêu định trước của tập đoàn Mozilla là hướng đến mục tiêu lợi ích cộng đồng của quỹ Mozilla đó là "khuyến khích quyền được chọn lựa và sự đổi mới trên Internet".
Như giải thích trong một bài báo của MozillaZine :
"Quỹ Mozilla điều hành hoàn toàn các hoạt động của tập đoàn Mozilla và duy trì 100 phần trăm quyền sở hữu đối với chi nhánh mới này. Bất kỳ lợi nhuận nào thu được bởi tập đoàn Mozilla sẽ được đầu tư trở lại vào dự án Mozilla. Sẽ không có một cổ đông, một hợp đồng cổ phần chứng khoán hay việc trả tiền cổ tức nào ở đây cả. Tập đoàn Mozilla sẽ không niên yết thị trường trứng khoán và bất cứ công ty nào cũng không thể can thiệp hay mua cổ phần của chi nhánh này. Quỹ Mozilla sẽ tiếp tục sở hữu các thương hiệu Mozilla và các tài sản trí tuệ khác đồng thời sẽ ủy quyền chúng cho tập đoàn Mozilla. Quỹ cũng sẽ tiếp tục quản lý kho mã nguồn và quản lý những ai được cho phép kiểm tra."

## Thành lập
Tập đoàn Mozilla được thành lập ngày 3 tháng 8, năm 2005 với mục đích xử lý các hoạt động liên quan đến doanh thu của quỹ Mozilla. Là một tổ chức phi lợi nhuận, hoạt động của quỹ Mozilla bị giới hạn trong những điều khoản quy định về loại hình phi lợi nhuận và số lượng doanh thu. Trong khi đó, tập đoàn Corporation là một tổ chức có đóng thuế (về cơ bản là một hoạt động thương mại), nên không cần phải tuân theo những luật lệ chặt chẽ như vậy. Tập đoàn Mozilla đã gánh vác một số công việc từ quỹ Mozilla, bao gồm điều hợp vào thống nhất việc phát triển Firefox và Thunderbird (nhờ cộng đồng phần mềm tự do toàn cầu và quản lý các mối liên hệ với kinh doanh).
Với sự ra đời của tập đoàn Mozilla, phần còn lại của quỹ Mozilla nhờ thế có thể tập trung vào việc điều hành dự án Mozilla và các vấn đề chính sách. Tháng 11 năm 2005, cùng với sự phát hành của Mozilla Firefox 1.5, trang web của tập đoàn Mozilla tại mozilla.com đã được khánh thành như một ngôi nhà mới trên mạng của các sản phẩm Firefox và Thunderbird.
Đến năm 2006 tập đoàn Mozilla đạt doanh thu 66.8 triệu USD và chi phí tổng cộng 19.8 triệu USD, trong đó có 85% doanh thu đến từ Google cho việc "đặt [Google] là máy tìm kiếm mặc định của trình duyệt, và việc bấm vào các quảng cáo đặt trên trang kết quả tìm kiếm kế đó."

## Nhân lực
Hội đồng Quản trị của tập đoàn Mozilla được bổ nhiệm bởi Hội đồng Quản trị của quỹ Mozilla và chịu trách nhiệm trước Hội đồng này:
- Mitchell Baker (Chủ tịch)
- Reid Hoffman, nguyên Giám đốc điều hành LinkedIn
- John Lilly, Giám đốc điều hành
- Ellen Siminoff, Chủ tịch và Giám đốc điều hành Đại học Shmoop và chủ tịch Efficient Frontier (giới hạn hiệu suất)

Nhóm điều hành tập đoàn Mozilla bao gồm:
- John Lilly, Giám đốc điều hành
- Brendan Eich, Giám đốc công nghệ
- Chris Beard, phó Chủ tịch Labs
- Paul Kim, phó Chủ tịch Marketing
- Harvey Anderson, phó Chủ tịch, cố vấn

Những nhân viên nổi bật khác bao gồm (theo thứ tự alphabe):
- Mike Beltzner
- Christopher Blizzard, nguyên nhân viên Red Hat
- Dave Camp
- Neil Deakin
- Asa Dotzler
- Dave Miller, điều hành phát triển Bugzilla
- Aza Raskin
- John Resig, chuyên viên phát triển jQuery
- Mike Shaver
- Window Snyder
- Johnny Stenbäck

Khi tập đoàn Mozilla được thành lập, hầu hết nhân viên của quỹ Mozilla đã được thuyên chuyển sang cơ quan mới này.